# Hull-Rust-Mahoning Open Pit Iron Mine

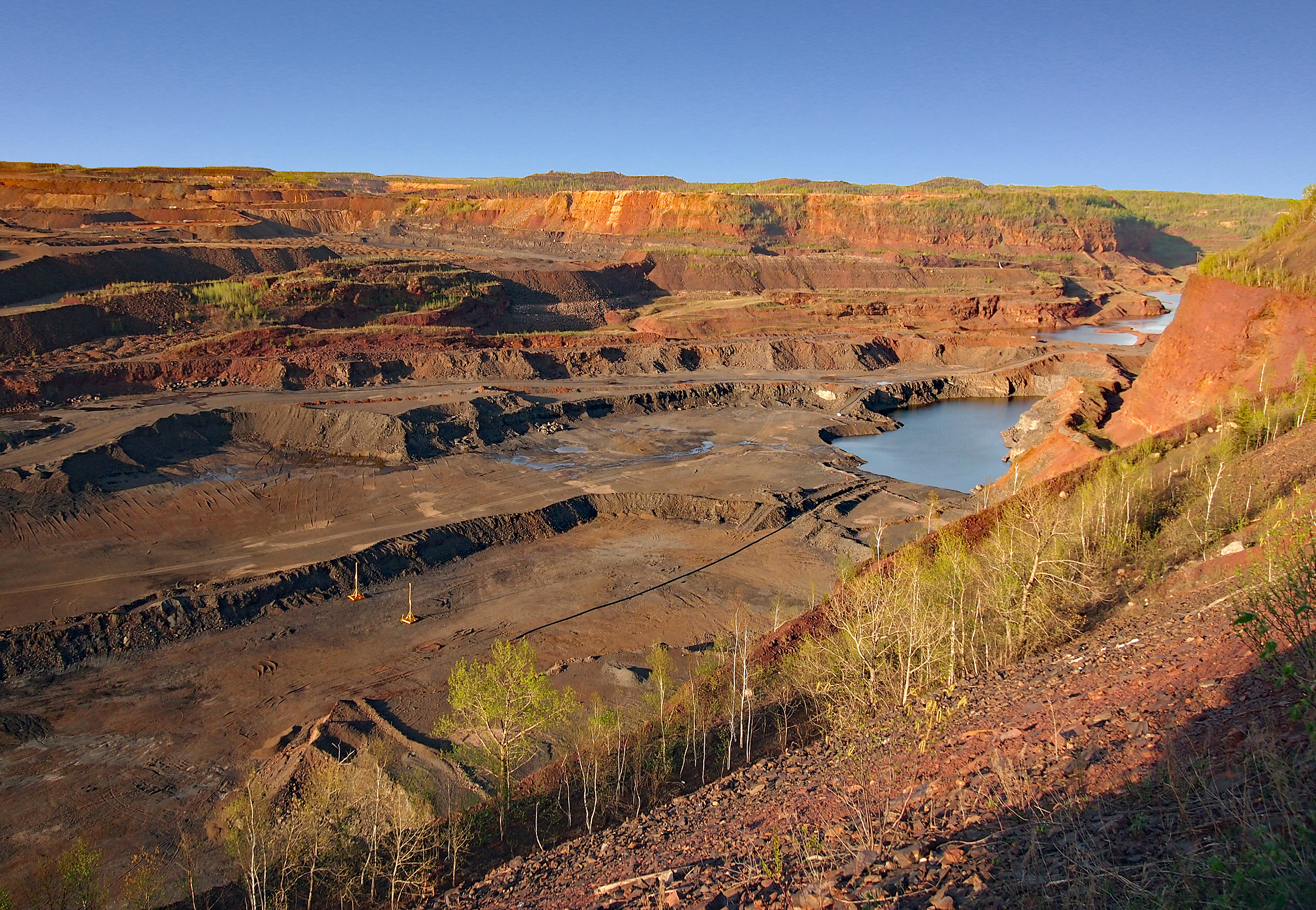
Aussicht auf das Gelände (2014)

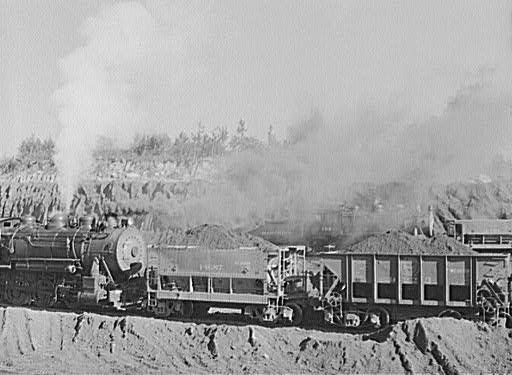
Eisenerzzug

Die Hull-Rust-Mahoning Mine in Hibbing, Minnesota, ist der größte Tagebau zur Förderung von Eisenerz auf der Welt. Das Bergwerk befindet sich innerhalb der Mesabi Range und hat während der Jahre seiner Spitzenproduktion vom Ersten bis zum Zweiten Weltkrieg rund ein Viertel des insgesamt in den Vereinigten Staaten abgebauten Eisenerzes gestellt.

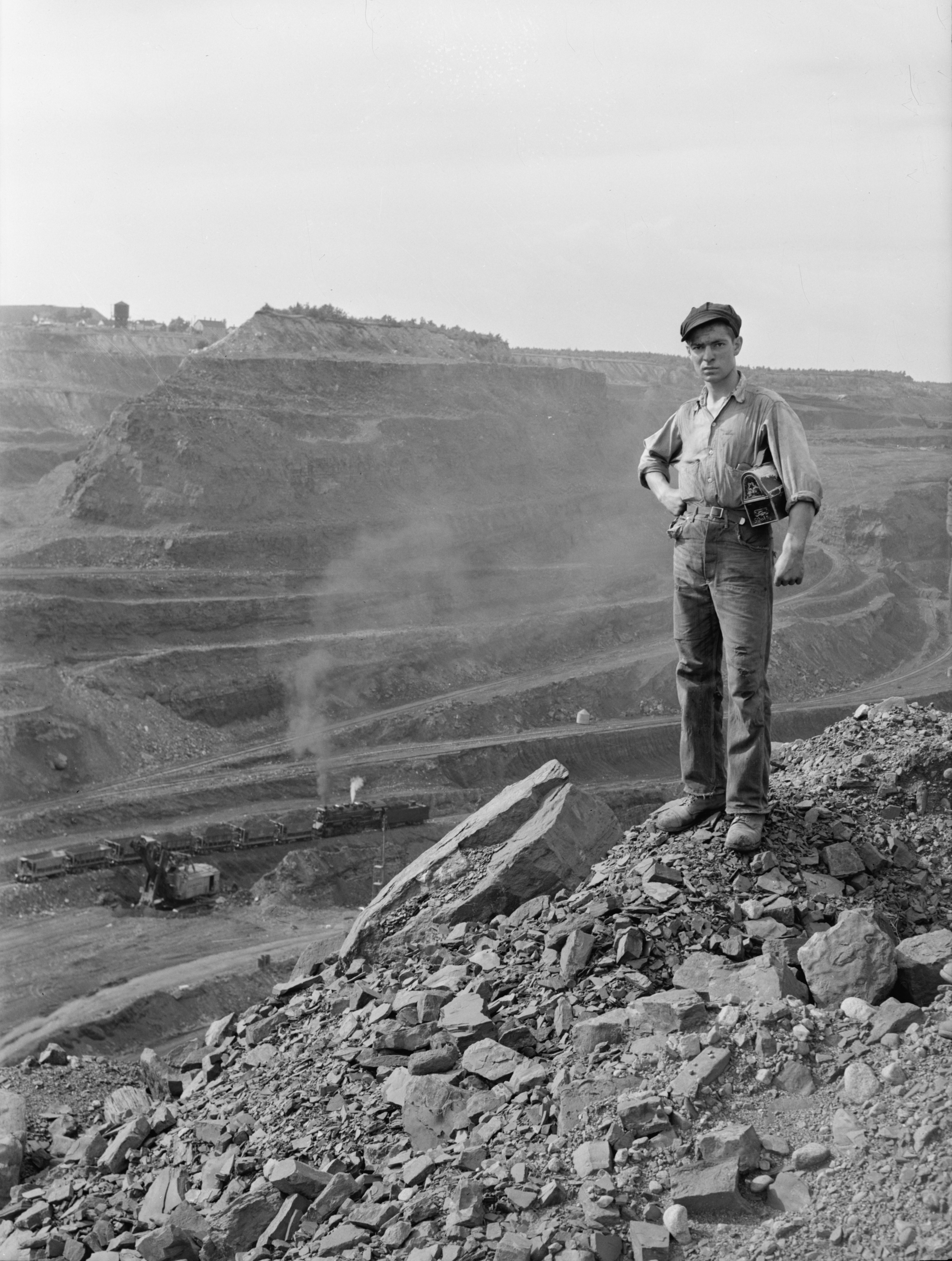
Ein Bergarbeiter posiert am Rande der Grube.

Die Erkundung dieses Abschnittes der Mesabi Range begann 1893–1894, kurz nachdem das Bergwerk in Mountain Iron, Minnesota 1892 in Betrieb genommen wurde. Anfangs handelte es sich um ein Untertagebergwerk, der Tagebau erwies sich allerdings als die bessere Wahl, weil die Eisenerzschichten hier nur von weichen, flachen Abraumschichten gedeckt waren. Eine Vielzahl offener Gruben in dem Gebiet vereinigte sich zu einem großen Tagebau und die Verschmelzung führte 1901 zur Gründung von U.S. Steel.
Das Wachstum der Mine bedingte die Umsiedlung der Stadt Hibbing. Der Umzug begann 1919 und wurde 1921 abgeschlossen. Die Kosten betrugen damals 16 Millionen US-Dollar. 185 Häuser und 20 Gewerbebetriebe wurden versetzt und einige der größeren Gebäude wurde in zwei Hälften geschnitten, um transportiert zu werden. Von der ursprünglichen Stadt sind heute nur ein paar unbewohnte Reste sichtbar, die sich in der Nähe eines Aussichtspunktes am Rande der Grube befinden.
Diese ist mehr als fünf Kilometer lang und dreieinhalb Kilometer breit; die Tiefe beträgt etwa 180 Meter. Der historische Distrikt der Hull-Rust-Mahoning Mine umfasst insgesamt 53 Bergwerksobjekte.
Mehr als 519 Millionen Tonnen Abraum und 690 Millionen Tonnen Eisenerz wurden aus dem Hauptbereich der Grube seit Produktionsbeginn 1895 gefördert. Der Tagebau wurde als National Historic Landmark eingetragen und am 13. November 1966 in das National Register of Historic Places aufgenommen. Die Grube ist immer noch in Betrieb und deswegen ist nur ein Besucherzentrum zugänglich. Durch die Hibbing Taconite Company werden seit 1976 jährlich etwa 8 Millionen Tonnen Takonit aus der Grube geholt (ohne Abraum).